# Chevrolet Advance Design
Chevrolet Advance Design – samochód dostawczo-osobowy typu pickup klasy wyższej produkowany pod amerykańską marką Chevrolet w latach 1947–1955. 

## Historia i opis modelu

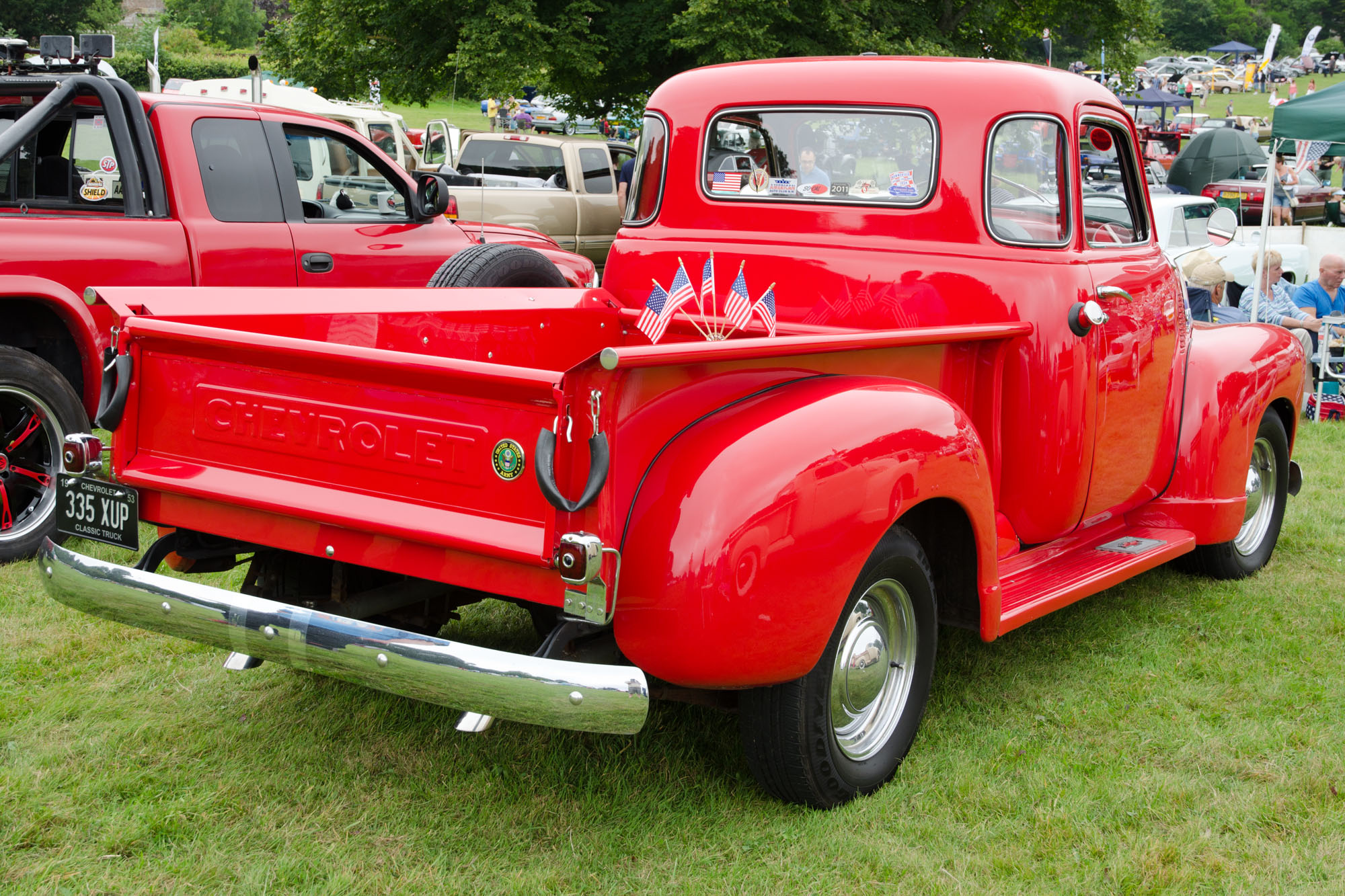
Chevrolet Advance Design - tył

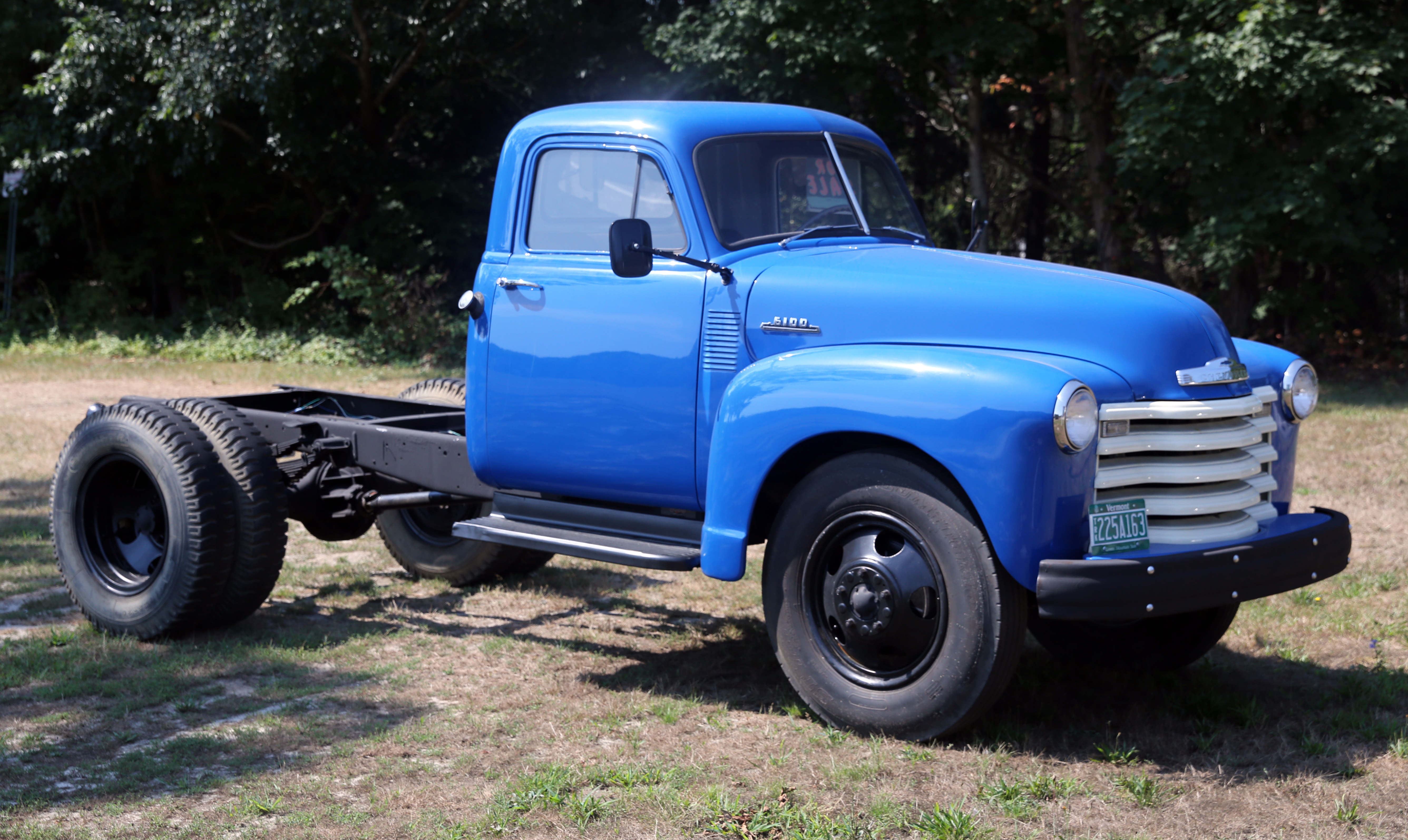
Chevrolet Advance Design HD

Model Advance Design pojawił się w ofercie Chevroleta jako nowa generacja półciężarówek zbudowana przez General Motors na potrzeby także bratniego GMC. Samochód zyskał większą kabinę pasażerską i obszerniejszy przedział transportowy, a tkaże obszernie zmodernizowaną stylistykę z masywniej zarysowanym pasem przednim i charakterystyczną, dużą chromowaną atrapą chłodnicy.

### Wersje
- Base
- Heavy Duty

### Silnik
- L6 3.5l
- L6 3.9l
- L6 4.3l
- V8 5.7l